# Nihoa variata
Nihoa variata là một loài nhện trong họ Barychelidae. Loài này phân bố ờ New Guinea.